# Harlekiniktyos
Harlekiniktyos (eng. Harlequin ichthyosis) är en obotlig och oftast dödlig genetisk hudsjukdom som innebär att huden växer cirka 14 gånger snabbare än normalt. Sjukdomen drabbar ungefär 1 på 500 000, varför den är att betrakta som en sällsynt sjukdom.

## Symtom
Kroppen täcks helt av ett tjockt hudlager fullt med sprickor där det lätt uppstår infektioner. Sjukdomen gör normalt kroppen, inklusive ansiktet, helt deformerat och är mycket plågsam. Merparten av de som drabbas dör normalt sett några dygn efter födseln på grund av uttorkning och/eller infektioner.
Det finns inget botemedel mot sjukdomen, men åkomman kan lindras och hållas i schack med salvor och olika former av egenvård som måste göras flera gånger dagligen resten av den drabbades liv. I de sällsynta fall då patienter överlevt längre än en månad måste ett extremt kaloririkt näringssupplement ges för att barnet skall kunna växa normalt.